# Tillandsia carlos-hankii
Tillandsia carlos-hankii là một loài thuộc chi Tillandsia. Đây là loài đặc hữu của México.